# Kunszállás
Kunszállás é um município da Hungria, situado no condado de Bács-Kiskun. Tem 20,85 km² de área e sua população em 2015 foi estimada em 1.650 habitantes.